# Koulebaki
Koulebaki (en russe : Кулебаки) est une ville de l'oblast de Nijni Novgorod, en Russie, et le centre administratif du raïon Koulebakski. Sa population s'élevait à 34 494 habitants en 2013.

## Géographie
Koulebaki est située à 188 km au sud-ouest de Nijni Novgorod.

## Histoire
Le village de Koulebaki est mentionné pour la première fois en 1719. Le statut de commune urbaine lui fut accordé en 1927 et celui de ville en 1932. De 1954 à 1957, Koulebaki fit partie de l'éphémère oblast d'Arzamas.
L'usine métallurgique de Koulebakski, fondée en 1866, produisait à l'origine de l'équipement ferroviaire. Elle a élargi sa production et fournit également de nos jours des composants pour l'industrie aérospatiale.
Depuis 1953, la base des forces de défense anti-aérienne de Savasleïka se trouve près du village de ce nom, dans le raïon Koulebakski, à 10 km à l'ouest de Koulebaki.

## Population
Recensements (*) ou estimations de la population
| 1858 | 1897* | 1926*  | 1939*  | 1959*  | 1970*  |
| ---- | ----- | ------ | ------ | ------ | ------ |
| 542  | 4 856 | 15 046 | 32 837 | 44 720 | 46 252 |

| 1979*  | 1989*  | 2002*  | 2010*  | 2012   | 2013   |
| ------ | ------ | ------ | ------ | ------ | ------ |
| 48 135 | 45 727 | 39 072 | 35 759 | 34 988 | 34 494 |

## Religion

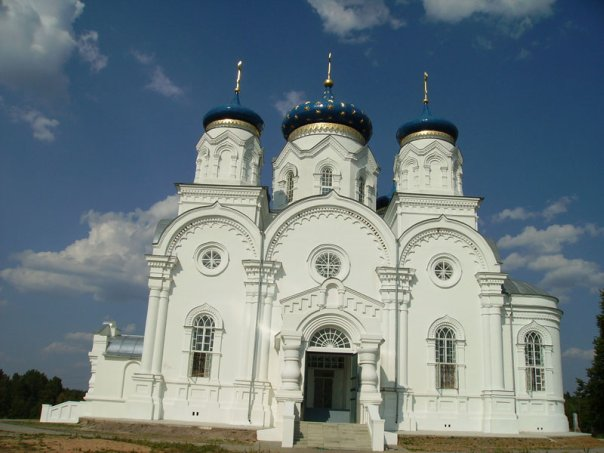
Skite de Koutouzovka dans les environs de Koulebaki.

Près de 86 % de la population est de confession orthodoxe russe.
Les deux églises historiques de Koulebaki (l'église Saint-Nicolas en bois et l'église de la Résurrection en pierre) sont fermées en 1934 et détruites par la suite. Une nouvelle église Saint-Nicolas est construite dans les années 1990. La skite de Koutouzovka fondée en 1864 est le foyer spirituel de la région et se trouve à dix-huit kilomètres au sud-ouest de la ville.
La communauté des vieux-croyants dispose d'une église dédiée à la Trinité. Il existe aussi une église de baptistes. Des membres d'autres confessions habitent à Koulebaki, mais ne diposent pas de lieu de culte en ville.

## Culture
- Musée de la gloire militaire et ouvrière de l'usine métallurgique de Koulebaki et de la ville.
- Palais de la culture.
- Théâtre populaire «Lazurite» (2 place Lénine).
- Théâtre-atelier «Diligence» (2 place Lénine)
- Centre de loisirs et de projection de films « Russie » (mis en vente par l'administration municipale).
- Association littéraire de la ville «Lyre».
- École d'art pour l'enfance.

## Économie
Le principal employeur de la ville est l'entreprise OAO Koulebakski métallourguitcheski zavod (ОАО "Кулебакский металлургический завод"). Elle produit des pièces en titane et ferro-alliages.